# 926

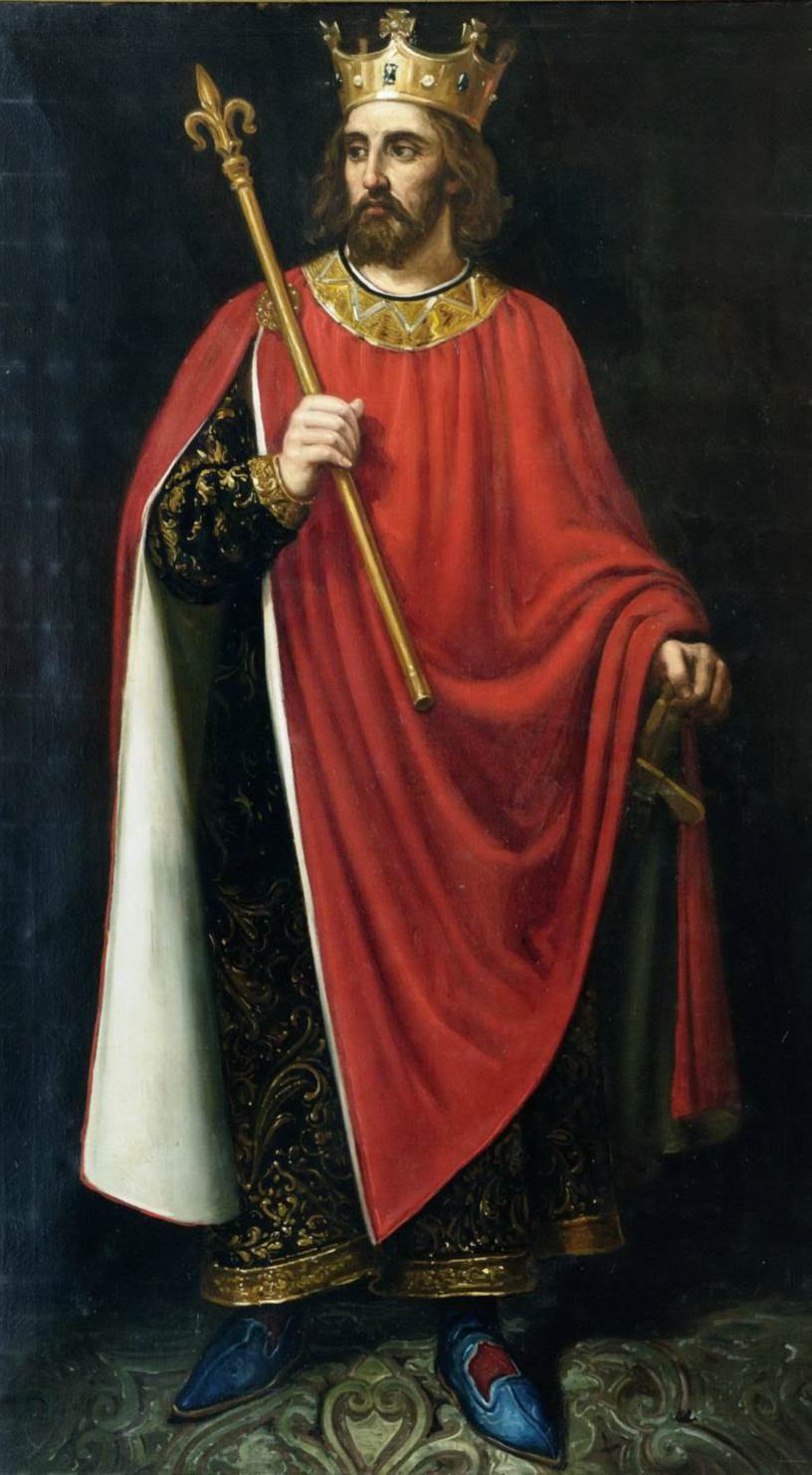
Koning Alfons IV van León (ca. 899 - 933)

Het jaar 926 is het 26e jaar in de 10e eeuw volgens de christelijke jaartelling.

## Gebeurtenissen

### Europa
- Zomer - De Italiaanse edelen keren zich af van koning Rudolf II en vragen zijn stiefvader Hugo van Arles het koningschap op zich nemen. Rudolf kan zijn positie niet behouden en keert terug naar Bourgondië. Hugo wordt in de Lombardische hoofdstad Pavia gekroond tot koning van Italië. Zijn broer Boso III wordt benoemd tot markgraaf van Arles en Toscane.
- Rudolf II zoekt steun bij koning Hendrik I ("de Vogelaar") en erkent hem als leenheer en heerser van het Oost-Frankische Rijk. Hij schenkt hem het relikwie van de Heilige Lans, die hij uit Italië heeft meegenomen. Hendrik geeft Rudolf het bestuur over Aargau (huidige Zwitserland).
- Koning Alfons Froilaz ("de Gebochelde") wordt na een korte regeerperiode door de zoons van de voormalige koning Ordoño II verdreven naar Asturië (Noord-Spanje). De adel erkent Sancho I en Alfons IV als koning van Galicië en León. Een strijd om de kroon blijft voortduren.
- De Magyaren zijn op rooftocht in Beieren. Ze belegeren Augsburg en plunderen daarna Sankt Gallen en Konstanz. Ze nemen duizenden vrouwen en kinderen gevangen, die als slaven worden afgevoerd.
- Everhard III, de jongere broer van de voormalige koning Koenraad I, wordt door Hendrik I benoemd tot hertog van Lotharingen.
- Eerste schriftelijke vermelding van Morcote (huidige Zwitserland).

### Azië
- Het Balhae-rijk (huidige Noord-Korea) wordt door de naburige Mongoolse Khitan veroverd en wordt een vazalstaat.

## Geboren
- 14 juli - Murakami, keizer van Japan (overleden 967)
- Lotharius II, koning van Italië (waarschijnlijke datum)

## Overleden
- 29 april - Burchard II, hertog van Zwaben